# Adam Osborne
Adam Osborne (Bangkok, 6 marzo 1939 – Kodaikanal, 25 marzo 2003) è stato un editore e informatico inglese.
È ricordato per aver fondato la Osborne Computer Corporation, che nel 1981 commercializzò quello che è considerato il primo computer portatile della storia, l'Osborne 1. È stato anche scrittore nonché editore di libri e pubblicazioni di informatica.

## Biografia
Adam Osborne nacque a Bangkok il 6 marzo 1939 da genitori britannici che si erano trasferiti dall'India in Thailandia per lavoro. Scoppiata la seconda guerra mondiale, il padre riportò la famiglia in India, dove Osborne trascorse i primi anni di gioventù. Si trasferì poi in Inghilterra dove nel 1961 si laureò in chimica presso l'università di Birmingham. Emigrato negli Stati Uniti d'America, conseguì il dottorato presso l'università del Delaware.
Iniziò a lavorare presso la compagnia petrolifera Shell, che lasciò agli inizi degli anni settanta per iniziare nel 1972 la pubblicazione di libri e riviste di informatica con una propria casa editrice, la Osborne Publishing.
Nel 1975 iniziò a frequentare l'Homebrew Computer Club, un club di appassionati di computer che si riunivano per discutere dei nuovi computer e per condividere le esperienze personali nella programmazione e costruzione di sistemi fai-da-te. Lì conobbe Lee Felsenstein.
Venduta la casa editrice alla McGraw-Hill per 3 milioni di dollari, fondò nel 1979 la Brandywine, Inc., una società che si sarebbe occupata della produzione di un nuovo computer. Osborne assunse Felsenstein, che aveva avuto già esperienze di progettazione di computer, che lo aiutò nel design del suo computer.
Agli inizi del 1981 la società fu ridenominata Osborne Computer Corporation e pochi mesi dopo iniziò la vendita dell'Osborne 1, che è considerato il primo computer portatile della storia. L'Osborne 1 riscosse in un primo tempo un successo mondiale, arrivando a toccare la quota di oltre 10.000 unità vendute al mese.
Dopo i successi iniziali, la Osborne Computer non riuscì a mantenere la posizione conquistata sul mercato subendo la crescente popolarità del PC IBM e dei portatili prodotti da Kaypro. A ciò si aggiunsero errate strategie commerciali che portarono Osborne ad annunciare 2 nuovi computer diversi mesi prima della loro effettiva disponibilità, ottenendo così la cancellazione di moltissimi ordini dell'Osborne 1. Le vendite crollarono ed Osborne Computer entrò in crisi dichiarando bancarotta alla fine del 1983. Guidata in amministrazione controllata sotto le direttive del Capitolo 11 della legislazione americana in materia di fallimenti, la Osborne Computer si riprese economicamente l'anno seguente ma non riuscì a recuperare le posizioni perse sul mercato e la società alla fine fu chiusa.
Dopo l'esperienza di Osborne Computer, Adam Osborne aprì nel 1984 una società produttrice di software, la Paperback Software International, specializzata nella produzione di programmi a basso costo, che si fece notare per la pubblicazione di VP-Planner, un foglio elettronico la cui interfaccia grafica ricordava molto quella di Lotus 1-2-3 di Lotus Software. Per tale motivo nel 1987 Lotus denunciò Paperback per violazione di copyright: la causa si chiuse nel 1990 con Paperback che fu riconosciuta colpevole di plagio nonostante VP-Planner non contenesse nessuna porzione del codice di Lotus 1-2-3 ma ne ricalcasse solo l'aspetto grafico.
Chiusa Paperback Software, Osborne ebbe un ictus cerebrale che gli lasciò gravi problemi di salute. Nel 1992 decise quindi di lasciare gli Stati Uniti e di tornare con la sorella Katya in India, dove morì il 25 marzo 2003.
Era membro del Mensa.